# リトルマスター2 雷光の騎士
『リトルマスター2 雷光の騎士』（リトルマスターツー らいこうのきし）は、1992年3月27日にツェナワークス(ZENER WORKS)が製作し、徳間書店インターメディアが発売したゲームボーイ用のシミュレーションRPG。同社の『リトルマスター ライクバーンの伝説』（1991年）の続編にあたる。

## ストーリー
勇者リイムと仲間達の活躍により、黒魔龍ゲザガインは倒れ、ラクナマイト大陸に平穏が訪れた。
そして、1年の歳月が過ぎたある日。ライナーク国王リチャード3世はリイムを呼び出し、魔物たちが再び活発な動きを見せ始めていることを告げる。その原因は1年前の襲撃の際にバベルの塔にあったサンクリスタルが破壊されたせいだという。
3つに分かれ散り散りになったサンクリスタルを塔の最上階へ納めよ。国王の命を受け、リイムは再び冒険の旅に赴く。
リイムたちはまだ知らない。それが新たなる戦いの幕開けであることを……。

## キャラクター
カッコ内はクラスを表す。

### 勇者軍
リイム・ライクバーン（ゆうしゃ）
本作の主人公。14歳。ゲーム中ではフルネームではなく、単にリイムと呼ばれる。ライナークの近衛騎士長であった英雄、ライト（故人）の息子で、父親譲りの剣の腕を持つ。
モーモー・ダイナマイツ（ミノタウロス）
ライトの親友であり、息子のリイムとも固い友情で結ばれたミノタウロスの戦士。見た目は筋骨隆々のホルスタイン。格闘術に長け、戦闘中もその身ひとつで魔物たちと激闘を繰り広げる。他のユニットに比べて移動力が格段に高く、全般で重宝するユニット。
タムタム・タンバリン（そうりょ）
ダメージの回復を行える唯一のユニット（ただし1シナリオ中5回だけ）。本作ではフルネームは出てこず、3作目『虹色の魔石』で判明。ダメージを受けると魔物に変身して応戦する。変身後は一転して戦闘要員として活躍。
リチャード・ライナーク（おうさま）
ライナーク国王。魔物たちの動きを察し、今は亡き親友ライトの息子、リイムにサンクリスタル回収を命じる。物語の中盤で自ら戦いに身を投じる。王族ながら剣は使わず、突きと回し蹴りを駆使して魔物を文字通り蹴散らす。
スカッシュ（せんし）
魔物軍の侵攻で廃墟と化したダイナの町で倒れているところをリイムに助けられる青年。その後一緒に旅を続けるが…。
アラビア（けんのまじん）
魔剣「ガラバーニュ」を守る魔神。前作と口調が異なる。ターバンを巻き、封印解放後は曲刀を振るってリイムとともに戦う。

### 魔物軍
ブラック・モーモー
魔物を率い、最前線指揮を執る隻眼のミノタウロス。モーモーと同じく格闘術に長けているが白黒姿のモーモーと違ってこちらは正統派のミノタウロス。
バンピー（バンパイア）
前作『ライクバーンの伝説』でリイムに倒された四魔将のひとり。他の3人は復活しなかったところをみると、ゲザガインに最も寵愛されていた模様である。
カオスドラゴン
ライナーク初代国王に討伐されたと伝える混沌の龍。劇中の言及によれば「欲望などの人の想いが魔物となったもの」故に、魔剣「ガラバーニュ」以外の攻撃が通じない。
ゲザガイン
前作でリイムによって倒された暗黒魔龍。普段は魔道士の姿をしているが、正体は当然ながら巨大なドラゴンである。ただし前作と異なり、メカニック然とした外見となっている。

### その他の人物
ライム姫
リチャード3世の娘。復活を遂げたゲザガインの生贄として魔物軍にさらわれる。前作ではなぜか超ミニスカート姿だったが、本作では普通のドレス姿に落ち着いている。
ラドック教授
トロイア遺跡でサンクリスタルを発見したマウスマン。魔物軍の追撃を恐れてマイア諸島に身を潜め、一帯に仕掛けを施すが結局捕まってしまう。次作で判明するがタムタムの師匠でもある。

## スタッフ
- プロデュース：たなかさとし
- ゲーム・デザイン：川野忠仁、山本浩史
- CGデザイン：山本浩史
- ピクチャー・デザイン：きみずつとむ
- ビジュアル・デザイン：後藤滋
- 音楽：やまだゆうじ
- マップ・デザイン：山本浩史
- ビジュアル・ディレクション：後藤滋
- プログラム：ONITAMA
- ディレクト：川野忠仁
- スペシャル・サンクス：ファミリーコンピュータMagazine、ゲームボーイMagazine、林忍、さのたかのり、上野健司
- 制作：ツェナワークス
- 販売：徳間書店インターメディア

## 評価
ゲーム誌『ファミコン通信』のクロスレビューでは合計23点（満40点）、『ファミリーコンピュータMagazine』の読者投票による「ゲーム通信簿」での評価は以下の通りとなっており、23.4点（満30点）となっている。
| 項目 | キャラクタ | 音楽 | お買得度 | 操作性 | 熱中度 | オリジナリティ | 総合 |
| 得点 | 4.3        | 3.6  | 3.7      | 3.9    | 4.1    | 3.8            | 23.4 |

なお、ファミリーコンピュータMagazine増刊『GAME BOY Magazine』の読者投票による「ゲーム成績表」での評価は以下の通りとなっており、24.9点(満30点)となっている。同誌vol.16「春の緊急特報号」で発表の1992年年間ヒットチャートによると、対象期間中に発売されたゲームボーイソフト中、最も高い評価であった。
| 項目 | キャラクタ | 音楽  | 買い得 | 操作性 | 熱中度 | オリジナリティ | 総合   |
| 得点 | 4.585      | 4.102 | 3.863  | 4.085  | 4.282  | 4.055          | 24.972 |